# Срібна доба російської культури

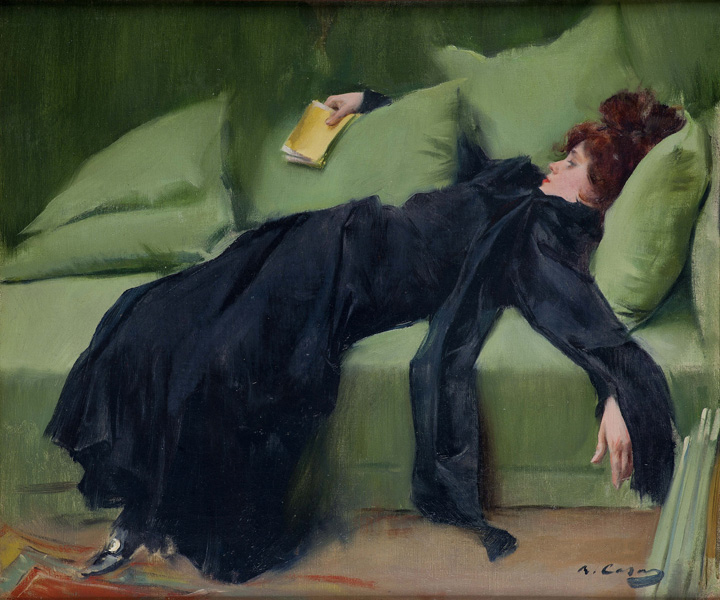
Рамон Касас. Юна декадентка. 1899

Срібна доба — період в історії російської культури, що відноситься до початку ХХ століття, який співпав з епохою модерну . Така його назва поширилася лише в другій половині XX століття. У європейській культурі кордон XIX—XX століть отримав загальноприйняте французьке найменування fin de siècle («кінець доби») і Belle Epoque.
Поняття виникло в середовищі російської еміграції (що важливо), і спочатку було пов'язане з «Золотою добою російської літератури» пушкінської епохи (перша третина XIX століття), ретроспективно оцінюючи минулий час як другий розквіт російської культури після нього . На авторство терміна претендували філософ Микола Бердяєв, письменники Микола Оцуп, Володимир Маковський . На відміну від загальноєвропейського fin de siècle, про мистецтво і, головним чином, літературу Срібної доби говорять тільки стосовно російської культури. Слід зазначити, що Срібна доба по відношенню до Золотої позначає епігонство, деградацію і декаданс. Відзначають, що російська художня література здобула в «Срібну добу» виражену еротичність.

## Срібна доба російської поезії
Найчастіше поняття «Срібна доба» використовується в поєднанні «Срібна доба російської поезії», — в понятті, що охоплює не тільки видатних поетів, але також десятки і сотні любителів, які створили середовище, необхідне для їх появи. Взагалі, для Срібної доби характерна поява широкого прошарку освічених любителів мистецтва. Багато з цих любителів самі згодом ставали професіоналами, інші ж складали аудиторію — були глядачами, слухачами, читачами, критиками.
- Російський символізм, що об'єднався навколо журналу «Світ мистецтва».
- Акмеїзм, об'єднаний в Цех поетів.

Широке побутування вираження «Срібна доба» отримало в Радянському Союзі після знайомства читачів з «Поемою без героя» Анни Ахматової (перша скорочена публікація в збірнику «Біг часу», 1965) (далі рос.):

На Галерной чернела арка, В Летнем тонко пела флюгарка
И серебряный месяц ярко
Над серебряным веком стыл…

## Російська філософія Срібної доби
Крім поезії Срібна доба була представлена і в російської філософії. Її початок пов'язують з революцією 1905 року, коли інтелігенція перемкнула свою увагу з соціально-політичних питань на містико-духовні. У 1906 році в Москві було створено Релігійно-філософське товариство імені Вл. Соловйова, а 1907 році — Петербурзьке релігійно-філософське товариство. Яскравою подією цієї пори став вихід збірки «Віхи» (1909). Характерною рисою Російської філософії Срібної доби було богошукання, занепад, інтуїтивізм . Кінець Срібної доби в російській філософії пов'язаний з встановленням радянської влади, коли деякі філософи були змушені покинути країну.